# Dymasius vitreus
Dymasius vitreus är en skalbaggsart som beskrevs av Francis Polkinghorne Pascoe 1885. Dymasius vitreus ingår i släktet Dymasius och familjen långhorningar.
Artens utbredningsområde är Laos. Inga underarter finns listade i Catalogue of Life.